# 노석구
《노석구》는 도라에몽의 등장인물로, 오진숙의 남편이자 노진구와 도라에몽의 아버지이며, 전형적인 샐러리맨이다. 일본명은 노비 노비스케이다. 지금은 보통 회사원이지만, 과거에는 화가가 되는 게 꿈이었다. 노비타의 할아버지가 그림을 그리는 것을 반대해서 화가가 되지는 못했지만, 어른이 된 지금도 그림을 그린다. 
어린 시절 일제에 의해 절에 들어가 강제로 밭을 가는 일을 한 적이 있다. 가끔식 진구에게 도움을 주는 일을 하는 경우이지만, 어디에 놀러 가자고 하면 항상 "회사에 급한일이 있다"라는 말을 자주하는 편이며, 진구에게 간혹 불신을 주는 경우가 많다. 그러므로 진구의 아버지인 석구와도 관계가 그리 좋지는 못하다. 자신의 손자이자 진구의 아들인 노장돌의 일본명 또한 노비스케로, 일본명이 똑같다.

## 외모
부인인 오진숙과는 대조적으로 키가 작고 뚱뚱한 체형이다. 복장은 2작 1기에서는 일본옷을 입는 경우가 많았지만 2작 2기에서는 양복을 입는 경우도 많다. 어린 시절의 외모는 진구를 닮았다.

## 오진숙과 결혼한 이유
아빠가 화가가 되시면 부자가 될 수 있다는 생각에 도라에몽과 노비타네 과거로 가서 아빠가 화가가 되시게 해드린다. 그러나 이 경우 다른 사람과 결혼하게 돼서 모순이 생기고 노비타가 사라진다. 이 경우 노비 가문이 엉망이 된다. 그래서 어떻게든 오진숙과 결혼하게 해드린다. 그래서 1959년 11월 3일, 오진숙과 결혼하게 된다.

## 성우
1973년, 도라에몽이 후지코 F. 후지오의 원작 매체를 바탕으로 닛폰TV (NTV)에서 방영을 하기 시작했다. 처음 노비스케(1세) 역을 맡은 성우는 무라코시 이치로이다. 그러나 닛폰TV의 사장이 사퇴함에 따라 도라에몽이 종영된다. 그리고 1979년, TV아사히가 2작1기 도라에몽을 방영하게 된다. 이제부터는 나카 요스케가 그를 녹음하게 된다. 하지만 성우의 연령 노화 문제로 인하여 오오야마 성우진은 2005년 3월에 끝을 맺는다. 그 후 2005년 4월, 제2작2기 도라에몽이 방영되면서 미즈타 성우진이 시작한다. 여기서 노비스케는 마츠모토 야스노리가 녹음한다.
대한민국의 경우 2001년 ~ 2002년, MBC에서 이상범, 챔프판과 영화에선 김정은이 녹음한다.

## 같이 보기
- 도라에몽
- 노진구
- 오진숙
- 도라에몽 (등장인물)